# Sīnābād
Sīnābād (persiska: سين آباد) är en ort i Iran.   Den ligger i provinsen Lorestan, i den västra delen av landet, 300 km sydväst om huvudstaden Teheran. Sīnābād ligger 1 480 meter över havet och antalet invånare är 127.
Terrängen runt Sīnābād är varierad.Runt Sīnābād är det ganska tätbefolkat, med 116 invånare per kvadratkilometer. Närmaste större samhälle är Aznā, 14,7 km sydost om Sīnābād. Trakten runt Sīnābād består till största delen av jordbruksmark.